# Animax
Animax Broadcast Japan, Inc. (アニマックス, Animakkusu) (gestileerd als ANIMAX) is een Japanse satelliettelevisiezender die werd opgericht in mei 1998. Het hoofdkantoor is gevestigd in Minato, Tokio.

## Beschrijving
De zender is hoofdzakelijk gericht op anime maar zendt ook andere animatiefilms uit. Animax is de eerste en wereldwijd de grootste tv-zender die 24 uur per dag animefilms vertoont.
Enkele exclusieve premières op de zender waren Ghost in the Shell: Stand Alone Complex, Ultra Maniac, Astro Boy, Hungry Heart: Wild Striker en Aishiteruze Baby. Bekende Japanse personen verschenen eveneens met hun eigen programma's.
Animax organiseert verschillende competities in heel Japan die zijn gericht op anime, zoals die voor scriptschrijvers en muziekproducenten, en de jaarlijks gehouden concerten onder de naam Animax Summer Fest.
Begin 2004 werd de programmering uitgebreid met kanalen voor Taiwan, de Filipijnen en Hongkong. De films kregen naast het Japans ook Engelstalige stemmen en ondertiteling.
Vanaf 2007 startte het bedrijf met een dienst voor mobiele televisie, waarmee klanten van de dienst anime kunnen kijken op een mobiel apparaat. In dat jaar was de zender ook de bekijken in bepaalde Europese landen als Hongarije, Roemenië, Tsjechië en Slowakije. Sony Pictures kondigde aan ook plannen te hebben voor andere Europese landen. In mei 2007 kwam de zender beschikbaar in Duitsland, Spanje en Portugal. Uiteindelijk werd de satellietzender in deze Europese landen beëindigd op 31 maart 2014.
Het bedrijf is in handen van meerdere aandeelhouders, waaronder grote studio's als Sony Pictures Japan, Bandai Namco Film, Toei Animation, TMS Entertainment en Nihon Ad Systems.

## Programmering
De programmering van Animax bestaat hoofdzakelijk uit anime. Enkele bekende series en films zijn:
- Blood+
- Cowboy Bebop
- Code Geass: Lelouch of the Rebellion
- Mobile Suit Gundam-serie
- Honey and Clover
- InuYasha
- Fullmetal Alchemist
- Eureka Seven
- Urusei Yatsura
- Ranma ½
- Rurouni Kenshin
- Dragon Ball-serie
- Cardcaptor Sakura
- Tsubasa Chronicle
- Chobits
- The Vision of Escaflowne
- Death Note
- Neon Genesis Evangelion
- Ouran High School Host Club
- Wolf's Rain
- Future Boy Conan
- Haikara-san ga Tōru
- Emma - A Victorian Romance
- Darker than Black
- Wangan Midnight
- Kyo Kara Maoh!
- Steamboy
- Metropolis
- Memories
- Tokyo Godfathers
- Ghost in the Shell
- Ghost in the Shell 2: Innocence
- Nasu: Summer in Andalusia
- Blood: The Last Vampire
- Appleseed
- Escaflowne
- Spooky Kitaro
- Pumpkin Scissors
- Fate/stay night